# کربن سیاه
کربن بلک (به انگلیسی: carbon black) یا دودۀ صنعتی شکل آمورف کربن خالص است که به صورت تجاری از تجزیهٔ حرارتی یا اکسایشی هیدروکربن‌ها حاصل می‌شود. کربن سیاه عمدتاً در محصولات لاستیکی، رنگ‌دانه‌ها و جوهر چاپگرها کاربرد دارد.
کربن بلک (کربن سیاه) شکل آمورف کربن است که از تجزیه حرارتی یا اکسایش ناقص هیدروکربن‌ها تولید می‌ شود. این ماده به‌ عنوان رنگدانه سیاه در صنایع مختلف، به‌ویژه در تولید لاستیک (≈۷۰% مصارف جهانی)، رنگ‌، پلاستیک‌، جوهر چاپ و محصولات الکترونیکی کاربرد دارد.
C در سه نوع اصلی دوده کانالی (ذرات ریز برای جوهر)، دوده گازی (کاربردهای عمومی) و دوده کوره‌ ای (مصرف عمده در تایر خودرو) تولید می‌ شود. ویژگیهای کلیدی آن شامل پوشانندگی بالا (جذب تقریباً کامل نور)، همرنگی عالی، مقاومت حرارتی و استحکام‌ بخشی به لاستیک است. ذرات آن بین ۱۰۰ تا ۱۰۰۰ آنگستروم اندازه دارند و ساختاری لایه‌ای اما نامنظم دارند. با وجود کاربردهای گسترده، ذرات ریز آن می‌ توانند برای سلامت تنفسی خطرناک باشند و فرآیند تولید آن نیاز به کنترل آلاینده‌ های محیطی دارد.

## ویژگی‌های کلیدی کربن سیاه (دوده)
کربن سیاه (دوده) به عنوان یکی از مهم‌ترین نانومواد کربنی، دارای ویژگی‌های فیزیکی و شیمیایی منحصر به فردی است که آن را به ماده‌ ای پرکاربرد در صنایع مختلف تبدیل می کند. از جمله بارزترین خصوصیات این ماده می‌ توان به موارد زیر اشاره نمود.
- خاصیت جذب نور (جذب کننده قوی طیف مرئی و UV)
- انواع ساختاری : استیلن بلک (بالاترین خلوص)-چنل بلک (ذرات بسیار ریز) – فورانس بلک (پرکاربردترین نوع) -لامپ بلک (روش سنتی) -ترمال بلک (درشت دانه) – پیگمنت بلک (کاربردهای رنگی)
- خواص فیزیکی : نسبت سطح به حجم بالا (هرچند کمتر از کربن فعال) – ساختار کروی شکل با نظم بلوری کم
- خواص شیمیایی : پایداری حرارتی بالا – مقاومت شیمیایی عالی – هدایت الکتریکی قابل تنظیم